# Steinefrenz
Steinefrenz är en kommun och ort i Westerwaldkreis i förbundslandet Rheinland-Pfalz i Tyskland.
Kommunen ingår i kommunalförbundet Verbandsgemeinde Wallmerod tillsammans med ytterligare 20 kommuner.